# Insomnium
Insomnium é uma banda de death metal melódico de Joensuu, Finlândia, influenciada por doom metal e metal progressivo. Suas letras geralmente abordam temas como escuridão, tristeza, perda, dor, natureza, misticismo e individualismo. Supõe-se que Insomnium seja uma palavra relacionada a sonhos, com várias interpretações de seu significado. Não tem relação com o distúrbio do sono, insônia. Atualmente (2023), a banda é formada pelos membros Niilo Seväneno (vocal gutural e baixista), Ville Friman (vocais limpos e guitarrista), Markus Hirvonen (baterista), Markus Vanhala (guitarrista) e Jani Liimatainen, ex Sonata Arctica (vocais limpos e guitarrista).

## História

### Inicio
A banda começou em Joensuu durante a primavera de 1997. O baixista Niilo Sevänen e o baterista Tapani Pesonen, que tocavam juntos desde 1994, convidaram os guitarristas Ville Friman e Markus Hirvonen, que frequentavam a mesma escola, para se juntarem à eles em um evento da escola de apresentação no festival de primavera. O quarteto continuou tocando como uma banda cover e logo começou a compor suas próprias músicas, especialmente depois que Sevänen e Friman encontraram uma linha musical comum. 

### Curiosidades:
O Insomnium é relativamente conhecido como "a banda de metal mais acadêmica da Finlândia":
• Niilo Sevänen estudou história da cultura e literatura na universidade. Trabalha como diretor de cultura em Kotka, Finlândia, onde organiza o Kotka Maritime Festival (evento que reúne cerca de 135 mil pessoas todos os verões) e também administra o centro museológico.
•  Ville Friman possui doutorado em biologia e é professor na Universidade de York, em York, Inglaterra.
• Markus Hirvonen tem mestrado em engenharia.
• O ex-guitarrista Ville Vänni é licenciado em medicina e trabalha como cirurgião, motivo que o levou a deixar a banda.
Devido a vida pessoal ocupada de seus membros, a banda tem se apresentado ao vivo frequentemente com substitutos.